# جميمة (شعر)
الجُمَيْمة هي خصلة من شعر مستعار من الشعر الطبيعي أو الصناعي ترتدى لتغطية الصلع الجزئي أو لأغراض مسرحية.